# Koznik
Koznik (albanska: Mali i Koznikut) är en bergstopp i Kosovo. Den ligger i den västra delen av landet, 50 km väster om huvudstaden Priština. Toppen på Koznik är 987 meter över havet, eller 140 meter över den omgivande terrängen. Bredden vid basen är 1,5 km.
Terrängen runt Koznik är kuperad åt sydost, men åt nordväst är den platt. Runt Koznik är det ganska tätbefolkat, med 222 invånare per kvadratkilometer. Närmaste större samhälle är Gjakova, 17,8 km sydväst om Koznik. Omgivningarna runt Koznik är en mosaik av jordbruksmark och naturlig växtlighet.